# Ante Kadić
Ante Kadić (Krug kraj Jesenica, 18. siječnja 1910. - Mali Rat kraj Omiša, 21. veljače 1998.), hrvatski domovinski i iseljenički književnik, esejist, kulturni povjesničar i književni kritičar.

## Životopis
Godine 1929. završio je Nadbiskupsku klasičnu gimnaziju u Splitu. Godine 1935. upisuje studij teologije na Papinskom sveučilištu Gregoriana. Tamo doktorira 1938. godine tezom pod naslovom „De sensu messianico”, Iste godine odlazi u Palestinu kako bi učio starohebrejski jezik. Od 1938. do 1941. radio je kao profesor u splitskoj Nadbiskupskoj klasičnoj gimnaziji. Zatim odlazi u neutralnu Švicarsku gdje do 1948. boravi u Ženevi. Tamo je 1945. diplomirao slavistiku te je sljedeće godine doktorirao političke znanosti tezom „La Traité de Londres”.
Zatim je nekoliko godina radio za Ujedinjene narode u Švicarskoj (Ženeva), Francuskoj (Pariz) i Libanonu. Od 1953. radio je kao profesor slavenskih književnosti na Kalifornijskom sveučilištu u Berkeleyu te od 1960. do 1980. godine na Indiana University u Bloomingtonu. Od 1992. godine bio je dopisni član HAZU-a. Bio je potpredsjednika Izvršnog odbora „Association For Croatian Studies”.
Koristio je pseudonime: „A. Markov”, „A. K.”, „K.” i „Ka”.

## Djela
Objavio je i uredio više djela:
- „Modern Yugoslav Literature: an Anthology with Biographical Sketches” (Berkeley, 1956.)
- „Croatian Reader with Vocabulary” (Berkeley, 1957.; Hag, 1960.)
- „Contemporary Croatian Literature” (Hag, 1960.)
- „Contemporary Serbian Literature” (Hag, 1964.)
- From Croatian Renaissance to Yugoslav Socialism: Essays (Hag-Pariz, 1969.)
- „Juraj Križanić, Russophile and Ecumenic Visionary: A Symposium” (Hag-Pariz, 1976.)
- „Vinko Nikolić, Trubač iz daljine (izbor pjesama)” (Rim-Chicago, 1976.)
- „Croatian Literature”, u: Columbia Dictionary of Modern European Literature (New York, 1980.)
- „Domovinska riječ (eseji)” (Barcelona, 1978.)
- „Iseljena Hrvatska (eseji)” (Chicago, 1979.)
- „The Tradition of Freedom in Croatian Literature” (Bloomington, 1983.)
- „Domovinska riječ II. Književno-povijesni ogledi” (Chicago, 1986.)
- „Essays in South Slavic Literature” (New Haven, 1988.)

### Knjige
- Šakić, Vlado; Dobrovšak, Ljiljana, ur. 2020. Franjo Dujmović. Leksikon hrvatskoga iseljeništva i manjina (PDF). Hrvatska matica iseljenika - Institut društvenih znanosti Ivo Pilar. Zagreb.

### Članci
- Šunjić, Ankica; Kragić, Bruno. 2005. Kadić, Ante. Hrvatski biografski leksikon. Zagreb.  journal zahtijeva |journal= (pomoć)